# M/S Almariya
M/S Nordlandia var en Ro-pax-färja som trafikerade sträckan Helsingfors–Tallinn för Eckerö Line. Fartyget byggdes 1980–1981 för Olau Line, till vilken det levererades den 21 mars 1981. Det fick namnet M/S Olau Hollandia och trafikerade sträckan Sherness – Vlissingen mellan 1981 och 1989. I augusti 1989 såldes fartyget till Nordström & Thulin och bytte namn till M/S Nord Gotlandia i samband med ombyggnaden på senhösten samma år. Under sitt nya namn och svensk flagg började fartyget trafikera sträckan Nynäshamn/Oskarshamn–Visby 1 januari 1990. Namnet Nordlandia fick fartyget i januari 1998, cirka en månad efter att Eckerö Line köpt det av Nordström & Thulin, och sattes in i trafiken mellan Helsingfors och Tallinn i februari samma år.
I juni 2013 såldes färjan till Isabella Cruises Co. Ltd i Belize. Under Belize flaggan har färjan fått namnet Isabella 1.
Sedan 2016 heter färjan M/S Almariya.